# Hubert Hänggi
Hubert Hänggi SJ (* 5. Oktober 1934; † 24. Juni 2023 in Bad Schönbrunn, Menzingen ZG) war ein römisch-katholischer Ordensgeistlicher, Indologe und Experte über den Hinduismus.

## Leben
Als zweitjüngstes von fünf Geschwistern wuchs Hubert Hänggi in Egerkingen auf. Sein Vater war ein Polizist aus Grindel SO und seine Mutter aus Neuwiller im Elsass.
1954 trat er der Ordensgemeinschaft der Jesuiten bei und absolvierte sein Noviziat in Rue FR im Kanton Freiburg. Sein Studium der Philosophie absolvierte er im Berchmanskolleg in Pullach bei München, gefolgt von einer Präfektur am Kollegium Stella Matutina in Feldkirch im Vorarlberg. Seine theologische Ausbildung erhielt er am De Nobili College in Pune in Indien, wo er auch die Priesterweihe in der Heiliggeistkirche von Margao im indischen Bundesstaates Goa empfing. Seine letzte Weihe legte er im Jahr 1974 ab.
Im Laufe seines Lebens übernahm er verschiedene verantwortungsvolle Aufgaben innerhalb des Ordens, darunter die Position des Missionsprokurators, die ihn in verschiedene Länder wie Indien, Indonesien, Pakistan und andere führte. Er engagierte sich auch als langjähriger Redakteur der jesuitischen Zeitschrift JHS und war Mitglied zahlreicher Kommissionen im Bereich Mission und Entwicklung. Seit 1974 war er Mitglied, zeitweise auch Vorsitzender, der Schweizerischen Nationalkommission Justitia et Pax, einer Laienkommission der Schweizer Bischofskonferenz.
Vor allem wurde Hänggi als Forscher und Experte für den Hinduismus bekannt. Er widmete sich in seiner akademischen Laufbahn intensiven Studien zum Hinduismus, indem er von 1966 bis 1971 an der Pariser Sorbonne seine Dissertation über dieses Thema verfasste. Von 1983 bis 2009 lehrte Hubert Hänggi an der Hochschule für Philosophie München und am Institut für Bibelwissenschaften und Fundamentaltheologie der Universität Innsbruck.
In den Jahren 1992 bis 2007 war er als Provinzökonom und von 2000 bis 2005 als Socius des Provinzials tätig. Von 2005 bis 2013 bekleidete er das Amt des Superiors in Bad Schönbrunn, bevor er im Herbst 2015 die Funktion des Spirituals bei den Ursulinen in Brig übernahm. Aufgrund einer Erkrankung musste er 2023 in das Pflegeheim St. Franziskus der Menzinger Schwestern ziehen, wo er am 24. Juni 2023 im Alter von 88 Jahren verstarb.

## Schriften
- Viśvāmitra et Vasiṣṭha dans la littérature épique et purānique. Etude de mythologie hindoue. Paris 1970 (Dissertation).
- Reinkarnation – Wiedergeburt – aus christlicher Sicht. Paulusverlag, Freiburg (Schweiz) 1987, ISBN 3-7228-0175-3, zusammen mit Carl-Albert Keller, Hans-Jürgen Ruppert, Christoph Schönborn
- Tulsidas. Gebete eines Hindu. Eine Auswahl von 100 der 279 Gedichte des Vinaya Patrika. Diederichs, München 2010, ISBN 978-3-424-35027-2 (Herausgeber und Übersetzer).

Beiträge
- Rita Haub, Julius Oswald SJ (Hrsg.): Franz Xaver – Patron der Missionen. Festschrift zum 450. Todestag (= Jesuitica. Quellen und Studien zu Geschichte, Kunst und Literatur der Gesellschaft Jesu im deutschsprachigen Raum; Bd. 4). Schnell & Steiner, Regensburg 2002, ISBN 978-3-7954-1252-4.
- Roman Siebenrock, Jan-Heiner Tück (Autoren/Herausgeber): Selig, die Frieden stiften: Assisi – Zeichen gegen Gewalt. Herder Verlag, Freiburg i. Br. / Basel / Wien 2012, ISBN 978-3-451-32573-1.
- Veronika Lukas, Julius Oswald, Claudia Wiener (Hrsg.): Ein Dillinger in Indien. P. Heinrich Roth SJ (1620–1668) (= Jahrbuch des Historischen Vereins Dillingen (HDV) 2020 – Jesuitica. 26). Verlag Schnell & Steiner, Regensburg 2022, ISBN 978-3-7954-3706-0.
- Hubert Hänggi: Felix Plattner. In: Historisches Lexikon der Schweiz.  9. September 2009.